# جانغ جا يون
جانغ جاي يون (بالكورية: 장자연 ؛ 25 يناير 1980 - 7 مارس 2009) كانت ممثلة كورية جنوبية، ولدت في جيونجبوب، مقاطعة شمال جولا، كوريا الجنوبية، ظهرت لأول مرة في صناعة الترفيه عندما ظهرت في إعلان تلفزيوني في عام 2006، اشتهرت بكونها جزءًا من مسلسل الدراما على قناة KBS " فتيان قبل الزهور كـ"ساني".

## الحياة الشخصية
منذ وفاة والديها في حادث مروري في عام 1999، كانت جانغ تعيش مع أختها الكبرى وشقيقها الأصغر ، قبل وفاتها كانت جانغ تعاني من الاكتئاب السريري وتلقيت علاجًا طبيًا لمرضها خلال العام الماضي.

## مسيرتها المهنية
ظهرت جانغ لأول مرة في عام 2006 في إعلان تلفزيوني. اشتهرت بكونها جزءًا من مسلسل الدراما على قناة KBS " فتيان قبل الزهور كـ"ساني"، وهي واحدة من مجموعة ثلاثية من الفتيات اللاتي يستعدن لقيادة الإناث التي تلعبها كو هاي-صن. في وقت وفاتها، كانت جانغ تنتظر الإفراج عن أول فيلمين لها وهما "قادمون" و"بنتهاوس الفيل".
كان من المعروف أن جانغ واجهت صعوبات مع وكالتها الإدارية.
في وقت وفاتها عن عمر يناهز 29 عامًا، كانت جانغ تقوم ببطولة فيلم «فتيان قبل الزهور». كانت تعاني من الاكتئاب، وكشف في عام 2019 أن التحقيق الأولي في وفاتها في عام 2009 كان تاليفًا وكاذبًا ، خلص تحقيق 2009 إلى أن وفاتها كانت انتحارًا في البداية، وأعيد فتح التحقيق بخصوص وفاتها في عام 2018. تسببت وفاتها في فضيحة وطنية كبيرة في عام 2009 عندما انتشرت على نطاق واسع من قبل وسائل الإعلام بأنها تعرضت للإيذاء الجنسي والجسدي من قبل عدد من كبار المسؤولين التنفيذيين في مجال الترفيه خلال مسيرتها المهنية، والأهم من ذلك المدير التنفيذي لوكالة المواهب السابقة لجانغ "The Contents Entertainment" كيم سونج-هون بعد أن أدلى ثلاثة شهود بشهادتهم ضد الرئيس التنفيذي (كيم سونج-هون) أدين كيم بإساءة المعاملة من قبل المحاكم الكورية، وتحديداً إجبار الفتيات من وكالته على القدوم إلى حفلة عيد ميلاده، حيث أجبرهن على الترفيه عن المديرين التنفيذيين الذين في الحفل (ممارسة الجنس معهم).

## وفاتها والفضائح اللاحقة
تم العثور على جانغ جا يون معلقة في منزلها في منطقة بوندانج جو في سونغنام، مقاطعة غيونغي، في 7 مارس 2009. خلال مكالمة هاتفية الساعة 3:30 مساءً بعد ظهر ذلك اليوم، اشتكت يانج لأختها من «الضغط الشديد» الذي تعرضت له، قائلة إنها «تريد أن تموت»، بعد أن عجزت أختها من الوصول إلى جانغ على الهاتف في وقت لاحق، عادت شقيقتها إلى منزلها المشترك مع جانع في الساعة 7:42 مساءً. لتجد جسدها معلقًا من درابزين الدرج.
خلص تحقيق للشرطة إلى أن وفاتها كانت انتحارًا، ولم يعثر على دليل على ارتكاب خطأ أو جريمة قتل، يُعتقد أن جانغ قتلت نفسها في حوالي الساعة 4:30 مساءً.
وفقًا لتقارير الأخبار الترفيهية الكورية الجنوبية الواسعة الانتشار، كان يعتقد أن جانغ زعمت أن وكيلها كيم سونج-هون كان يضربها بانتظام ويجبرها على النوم مع سلسلة من الشخصيات المهمة في الصناعة الترفيهة بما في ذلك المخرجون والمديرون التنفيذيون لوسائل الإعلام، نفى كيم سونج-هون، الذي كان في اليابان وقت وفاة جانغ، هذه الاتهامات ، لم يكن من المؤكد ان جانغ كتبت مذكرة من 7 صفحات تتضمن ما لا يقل عن 31 اسمًا من المديرين التنفيذيين للإعلام وادعت أنها أجبرت على ممارسة الجنس معهم. الشرطة الكورية الجنوبية قررت عدم نشر القائمة الكاملة ، في وقت لاحق أفيد أيضا أن المذكرة من 7 صفحات قد لا تكون جانغ من كتبتها بنفسها، ومع ذلك تم نشر قائمة جزئية تضم 31 شخصًا على نطاق واسع على الإنترنت، بما في ذلك بانج سانج هون، المدير التنفيذي لصحيفة "The Chosun Ilbo" اليومية؛ نائب رئيس "Sports Chosun"، بانج ميونج هون، لي جاي يونغ؛ رئيس مجلس إدارة Kolon للصناعات، لي وونج ريول؛ رئيس شركة Lotte، شين كيوك هو؛ منتج سابق لقناة KBS، الرئيس التنفيذي لشركة أوليف 9، جو داي هوا ؛ منتج لـ KBS، جون تشانج جون؛ منتج لـ KBS وMBC وSBS وجانع سي-هو؛ منتج لـ فتيان قبل الزهور، جون غي سانغ؛ يعمل في الإذاعة / منتج موسيقى لـ Playful Kiss، فتيان قبل الزهور، Perfect Couple و Goong، بانج سانج هون من "Chosun Ilbo" في وقت لاحق بيانًا يقول فيه إنه لم يكن الرئيس التنفيذي الحالي (يقصد ان الرئيس التنفيذي السابق لصحيفته هو المتهم)، ولكن كان الرئيس التنفيذي السابق لصحيفة "Chosun Ilbo"، الذي لم يتم الكشف عن اسمه.
قُبض على المدير السابق لوكالة إدارة جانغ، كيم سونج-هون، في طوكيو، اليابان في يونيو / حزيران 2009 لتجاوزه تأشيرته، طلبت الشرطة الكورية تسليم كيم بناءً على مذكرة تتعلق بوفاة يانج، في وقت إلقاء القبض عليه، صرح كيم بأنه «ارتكب جريمة في كوريا الجنوبية وتجاوز في اليابان لتفادي التعرض للاعتقال». تم التحقيق مع 20 شخصية من قبل الشرطة، مما أدى إلى سبع محاكمات. حكم على كيم بالسجن لمدة عام، وسنتين من المراقبة و 160 ساعة من خدمة المجتمع.
زار ما يقرب من 250,000 معجب موقع جانغ على الويب في يوم وفاتها للتعبير عن تعازيهم، مع 700000 زائر آخرين زاروا الموقع في اليوم التالي، في حين أن طاقم فتيان قبل الزهور بأكمله قد أبدوا احتراماتهم الأخيرة وحضرو في جنازة جانغ التي أقيمت في مستشفى جامعة سيول الوطنية في بوندانج، أقيمت جنازة جانغ هناك في 9 مارس، وحضرها أفراد من العائلة والأصدقاء وزملاء من الممثلين، بما في ذلك طاقم عم فتيان قبل الزهور تم دفن رفاتها المحترقة بجوار والديها في جيونجبوب، شمال مقاطعة جولا.
في عام 2019، أصدر الرئيس مون جاي-إن تحقيقًا شاملاً في قضية جانغ، وكذلك تحقيقًا مناسبًا بخصوص فضيحة ملهى الشمس الحارقة وفضيحة الجنس لمسؤول سابق رفيع المستوى في وزارة العدل كيم هاك-يوي، زميلة جانغ السابقة، يون جي أوه، تقدمت علنًا بشهادتها حول سوء معاملة الوكالة لجانغ كنتيجة للتحقيق الذي أعيد فتحه في بخصوص وفاة يانغ، في وقت لاحق، تقدم الحبيب السابق لـ جانغ، السيد تشوي، اتهم وقال ان نية صديقة جانغ «يون جي أوه» كانت فقط تروج لكتابها فيما يتعلق بوفاة جانغ وتتلقى أيضًا تبرعًا ماليًا على حساباتها الخاصة بالتمويل الجماعي فيما يتعلق بالقضية، اتهم تشوي«يون جي أوه» بأنها لم تكن صديقة ليجانغ ولم يسمع عن اسم يون إطلاقاً عندما كانت يانغ على قيد الحياة، بسبب شهادات يون لم تكن متسقة على مر السنين وادعاءاتها الأخرى من الأكاذيب والتشهير والاحتيال، أصدرت حكومة كوريا الجنوبية 3 أوامر اعتقال يوم الاثنين منذ أكتوبر 2019 على يون، بما في ذلك مذكرة اعتقال حمراء من قبل الوكالة الدولية للشرطة الجنائية (ICPO، الانتربول)  وإستدعاء يون إلى كوريا الجنوبية لرفع دعاوى قضائية ضدها، يون حاليًا في كندا، كما ان تم رفع دعوة ضد يون من قِبل الأشخاص في كوريا الجنوبية الذين تبرعوا بالمال لها.
بسبب الجدل حول قضية جانغ والشائعات منذ وفاة جانغ، لا يمكن استخدام جميع الاتهامات من وسائل الإعلام كدليل للضغط على التهم الموجهة ضد أي شخصيات متورطة. وبالتالي، فإن المدير السابق لـ جانغ كيم سونج-هون هو الشخص الوحيد الذي تم اعتقاله حتى الآن في هذه القضية.

## في الأفلام
ألهمت قضيتها فيلم نوريجاي 2013 ويصور الفيلم الجانب المظلم للسينما الكورية الجنوبية، بما في ذلك الاعتداء الجنسي.

## فيلموغرافيا

### مسلسلات
| السنة | العنوان          | الدور | مراجع. |
| ----- | ---------------- | ----- | ------ |
| 2009  | فتيان قبل الزهور | ساني  | [ 31 ] |

### أفلام
| السنة | العنوان                        | الدور  | مراجع. |
| ----- | ------------------------------ | ------ | ------ |
| 2009  | البحث عن الفيل                 | هاي-مي | [ 32 ] |
| 2009  | قضية المفقودة الغريبة للسيد جي | مينا   | [ 33 ] |

## روابط خارجية
- جانغ جا يون على موقع IMDb (الإنجليزية)
- جانغ جا يون على موقع كينوبويسك (الروسية)